# Francis Girod
Francis Girod (ur. 9 października 1944 w Semblançay, zm. 19 listopada 2006 w Bordeaux) – francuski aktor, producent, reżyser filmowy i scenarzysta. Na przestrzeni lat 1974–2006 wyreżyserował około 20 filmów. Jego produkcja L'enfance de l'art rywalizowała na Międzynarodowym Festiwalu Filmowym w Cannes w 1988 roku. W 1994 roku był członkiem jury na 44. Międzynarodowym Festiwalu Filmowym w Berlinie.

## Wybrana filmografia
- Mon beau-frère a tué ma soeur (1986 – aktor)
- Szczególna przyjemność (Le Bon Plaisir) (1984)
- Zejście do piekieł (Descente aux enfers) (1986)
- L'enfance de l'art (1988)
- Lumiere i spółka (Lumière et compagnie) (1995)
- Terminale (1998)